# Яунде-2
«Яунде-2» (фр. Yaoundé II) или «Яфут» (фр. Yaoundé football club) — камерунский футбольный клуб из района Тсинга в Яунде. Выступает в чемпионате Камеруна.

## История
Футбольный клуб «Яунде-2» основан в 1996 году. В феврале 2017 года команду «Яунде-2», выступавшую тогда во втором дивизионе Камеруна, пригласили на Открытый зимний Кубок Крымского футбольного союза. Камерунцы добирались до Крыма 25 часов с пересадками, из-за чего опоздали на старт турнира. В итоге, пропустив игру с «Анжи-2», представители африканского континента уступили в первом матче симферопольской «ТСК-Таврии» (1:3). Эта встреча стала первым международным футбольным матчем на территории Крыма после аннексии полуострова Россией. В рамках турнира «Яунде-2» сыграл также с «Севастополем» (0:4), «КФУ-Бахчисараем» (1:1) и ялтинским «Рубином» (1:2). В итоге в своей группе команда заняла последнее место.
Участие камерунской команды на территории полуострова, который является объектом территориального спора между Украиной и Россией, вызвал протест украинских властей, направивших послу Камеруна соответствующую ноту. Спустя месяц после завершения турнира сотрудники ФСБ задержали 15 граждан Камеруна и одного гражданина Бельгии, которые являлись игроками «Яунде-2», и находились в посёлке Орджоникидзе на базе киевского «Динамо» с просроченными визами. Решением Феодосийского городского суда они все были оштрафованы на 2 тысячи рублей и были обязаны самостоятельно покинуть «территорию РФ» в течение 10 дней. Главным тренером команды на турнире в Крыму являлся Патрис Нуке, известный по выступлениям в качестве футболиста за бельгийские команды. Один из игроков команды, Эрнест Санво, позднее смог перебраться в Эстонию, где присоединился к клубу «Нарва-Транс». По словам начальника управления по вопросам миграции МВД по Республике Крым Александра Чекунова, футболисты остались в Крыму, поскольку надеялись в дальнейшем перейти в российские клубы.
В высшем камерунском дивизионе «Яунде-2» дебютировал в сезоне 2018 года, но в элите команде закрепиться не удалось и следующие два сезона клуб провёл во Втором дивизионе. В сезоне 2020/21 клуб занял последнее 11 место в своей группе, но из-за того, что лига была расширена до 25 команд, «Яунде-2» удалось сохранить место в чемпионате. По итогам сезона 2022 года «Яунде-2» стал десятым и клубу предстояло сыграть в матче за сохранения места в турнира против «Пантеры Нде». Матч завершился поражением «Яунде-2» с минимальным счётом (0:1), после чего команду ожидало понижение в классе. Тем не менее команда-победительница была признана виновной в различных манипуляциях и «Яунде-2» остался ещё раз в высшем дивизионе. Наилучшее достижение в Кубке Камеруна — выход в четвертьфинал сезона 2016 года.

## Статистика
| Сезон   | Дивизион                 | Дивизион                 | Место в чемпионате | И  | В | Н | П  | ГЗ | ГП | О  | Кубок Камеруна | Прим.  |
| ------- | ------------------------ | ------------------------ | ------------------ | -- | - | - | -- | -- | -- | -- | -------------- | ------ |
| 2014    |                          |                          |                    |    |   |   |    |    |    |    | 1/16 финала    | [ 14 ] |
| 2015    |                          |                          |                    |    |   |   |    |    |    |    | 1/32 финала    | [ 15 ] |
| 2016    |                          |                          |                    |    |   |   |    |    |    |    | 1/4 финала     | [ 13 ] |
| 2017    | Второй дивизион Камеруна | Второй дивизион Камеруна |                    |    |   |   |    |    |    |    | 1/16 финала    | [ 16 ] |
| 2018    | Чемпионат Камеруна       | Чемпионат Камеруна       | 18 из 18           | 34 | 6 | 8 | 20 | 17 | 46 | 26 | 1/32 финала    | [ 10 ] |
| 2019    | Второй дивизион Камеруна | Группа «Б»               | 8 из 8             | 14 | 2 | 3 | 9  | 11 | 26 | 9  | 1/16 финала    | [ 17 ] |
| 2019    | Второй дивизион Камеруна | Плей-офф                 | 1 из 6             | 5  | 2 | 2 | 1  | 5  | 3  | 8  | 1/16 финала    | [ 17 ] |
| 2019/20 | Второй дивизион Камеруна | Второй дивизион Камеруна | 2 из 14            | 23 | 3 | 8 | 12 | 24 | 42 | 17 |                | [ 18 ] |
| 2020/21 | Чемпионат Камеруна       | Группа «А»               | 11 из 11           | 20 | 2 | 4 | 14 | 12 | 34 | 10 | 1/32 финала    | [ 11 ] |
| 2022    | Чемпионат Камеруна       | Группа «Б»               | 10 из 12           | 22 | 5 | 7 | 10 | 21 | 25 | 22 | 1/16 финала    | [ 12 ] |
| 2022    | Чемпионат Камеруна       | Плей-офф                 | 2 из 2             | 1  | 0 | 0 | 1  | 0  | 1  | 0  | 1/16 финала    | [ 12 ] |
| 2023    | Чемпионат Камеруна       | Группа «Б»               | 10 из 11           | 20 | 6 | 4 | 10 | 24 | 30 | 22 | 1/32 финала    | [ 19 ] |